# Cementerio de Grenelle
El cementerio de Grenelle (Cimetière de Grenelle en francés) es un famoso cementerio de París en el distrito 15. Se encuentra en la rue Saint-Charles.
Cubriendo una superficie de 0,64 hectáreas, fue establecido en 1835 y anexado a la ciudad de París en 1860.

El cementerio tiene sólo un millar de tumbas. Los más originales son las de las familias Rémondot y Schmid. Marius Rémondot (1867-1921) y Henri Schmid (1872-1927), ambos escultores, se habían casado con dos hermanas Schmitz: Marius se había casado con Jeanne (1871-1940) y Henri Henry se casó con Joséphine (1880-1969), dos de los once Schmitz del cementerio son hijos de los escultores.

## La tumba de la familia Rémondot

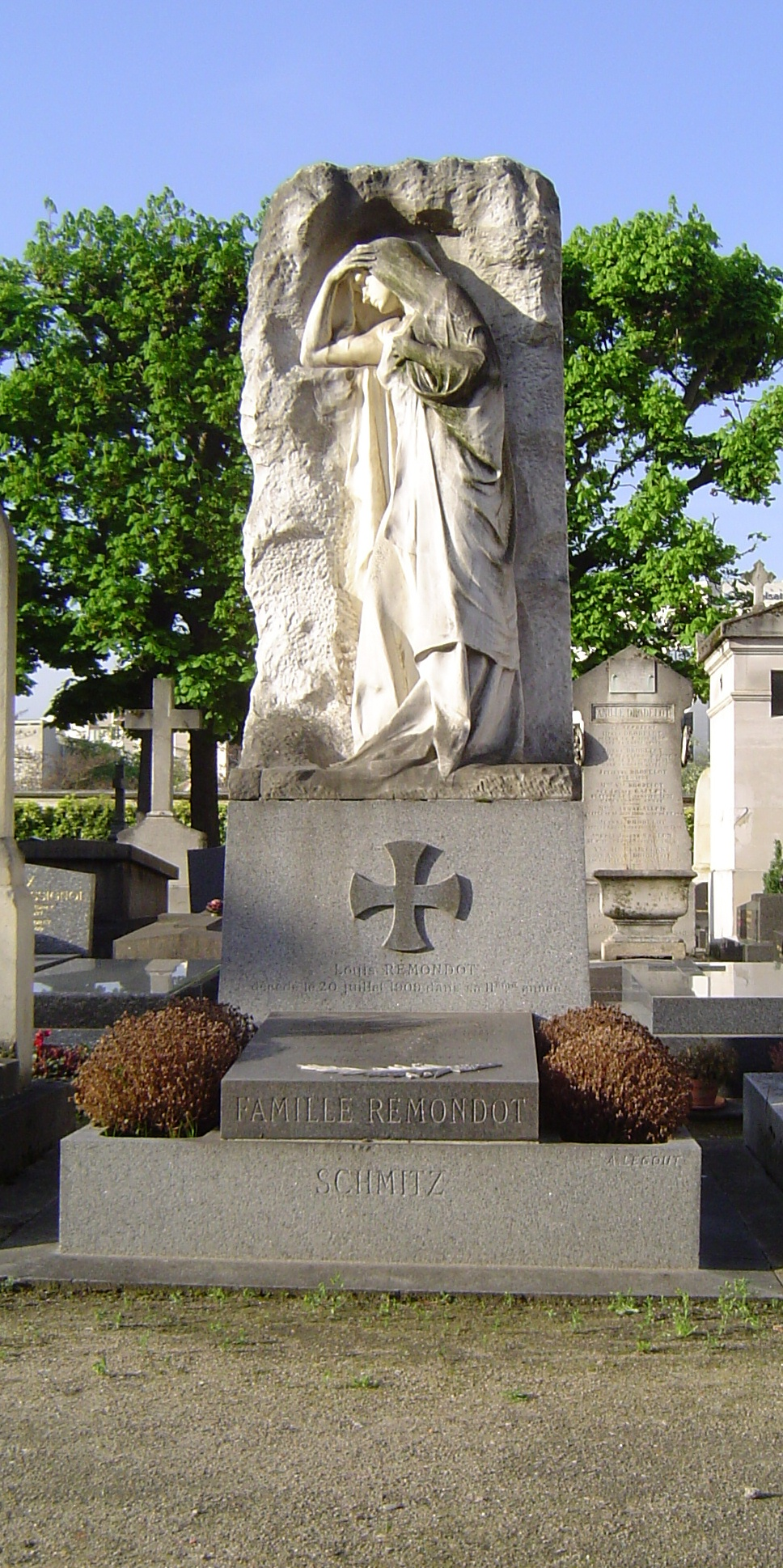
Tumba de la familia Rémondot

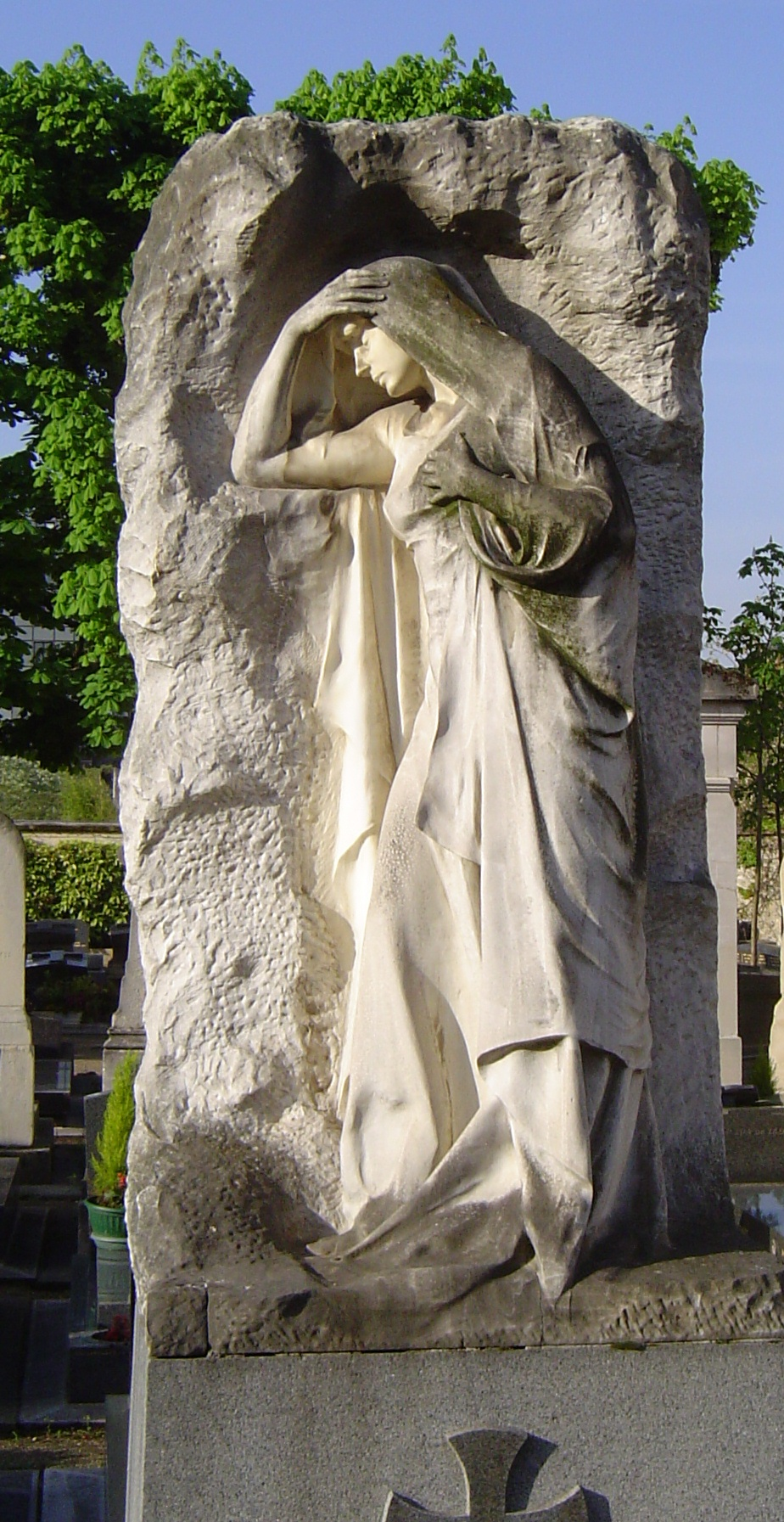
Detalle

La tumba está coronada por un relieve de mármol blanco de Marius Rémondot, con fecha de 1910 y que representa una doliente.
La figura de la doliente aparece de perfil mirando a la izquierda sobre el eje central de la tumba. El rostro y los brazos, y las telas con innumerables pliegues, se encuentran finamente pulidos. El cuerpo se encuentra tratado a modo de altorrelieve, surgiendo del bloque de mármol. El bloque está cincelado de forma tosca, acotando la forma general del conjunto, al modo de los esclavos de Miguel Ángel.
La escultura se halla asentada sobre una peana que ejerce de cabecero. Adornado éste con una cruz patada, con brazos terminados en curva convexa, calada y sobrepuesta en el plano vertical.
El resto de la tumba es de granito gris claro de grano fino, con leves diferencias en los colores del material de la tapa y el cajón. Sobrepuesta en la tapa una hoja de laurel en metal con un escudo (ver imagen)

## La tumba de la familia Schmid

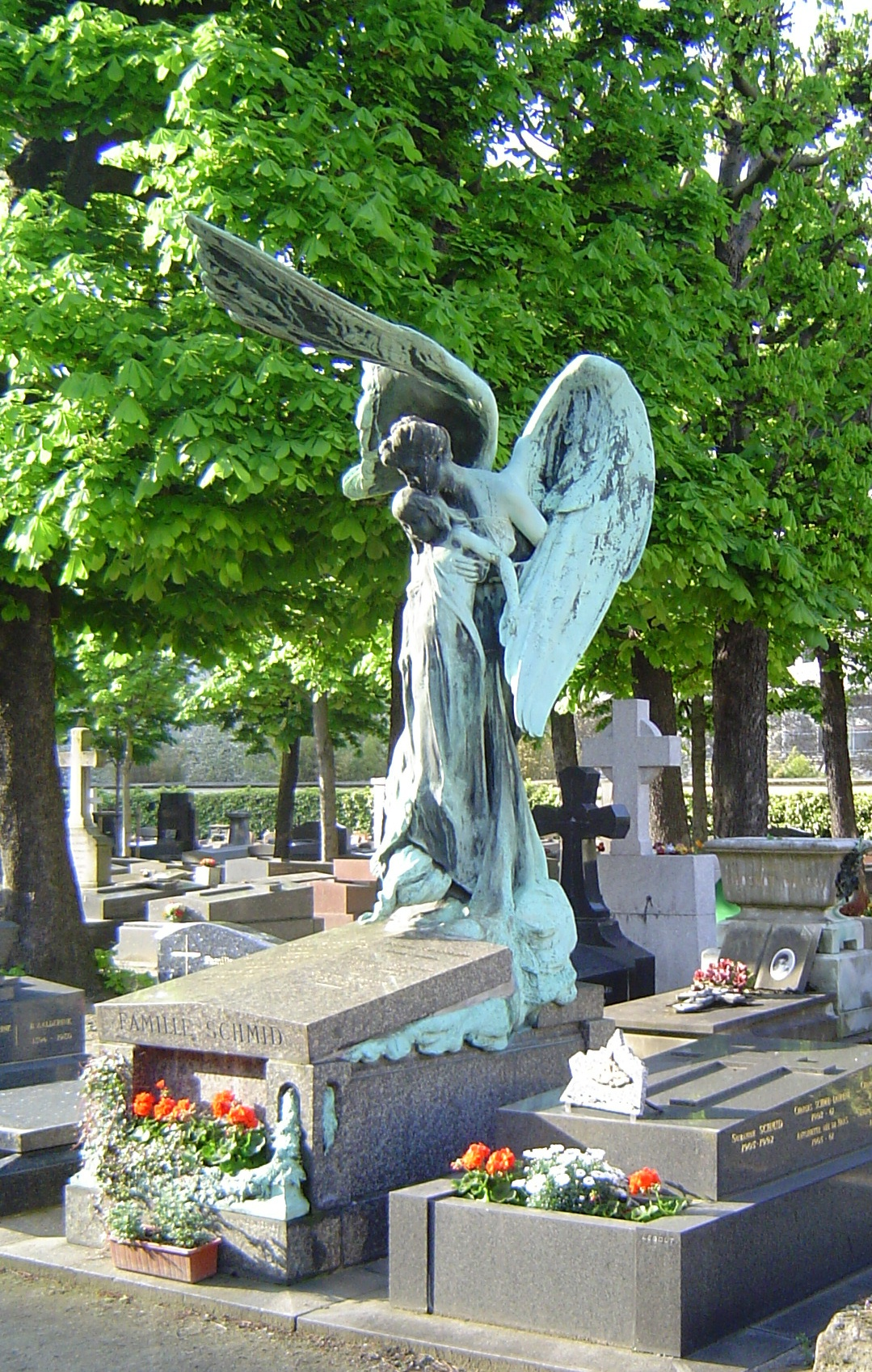
Tumba de la familia Schmid

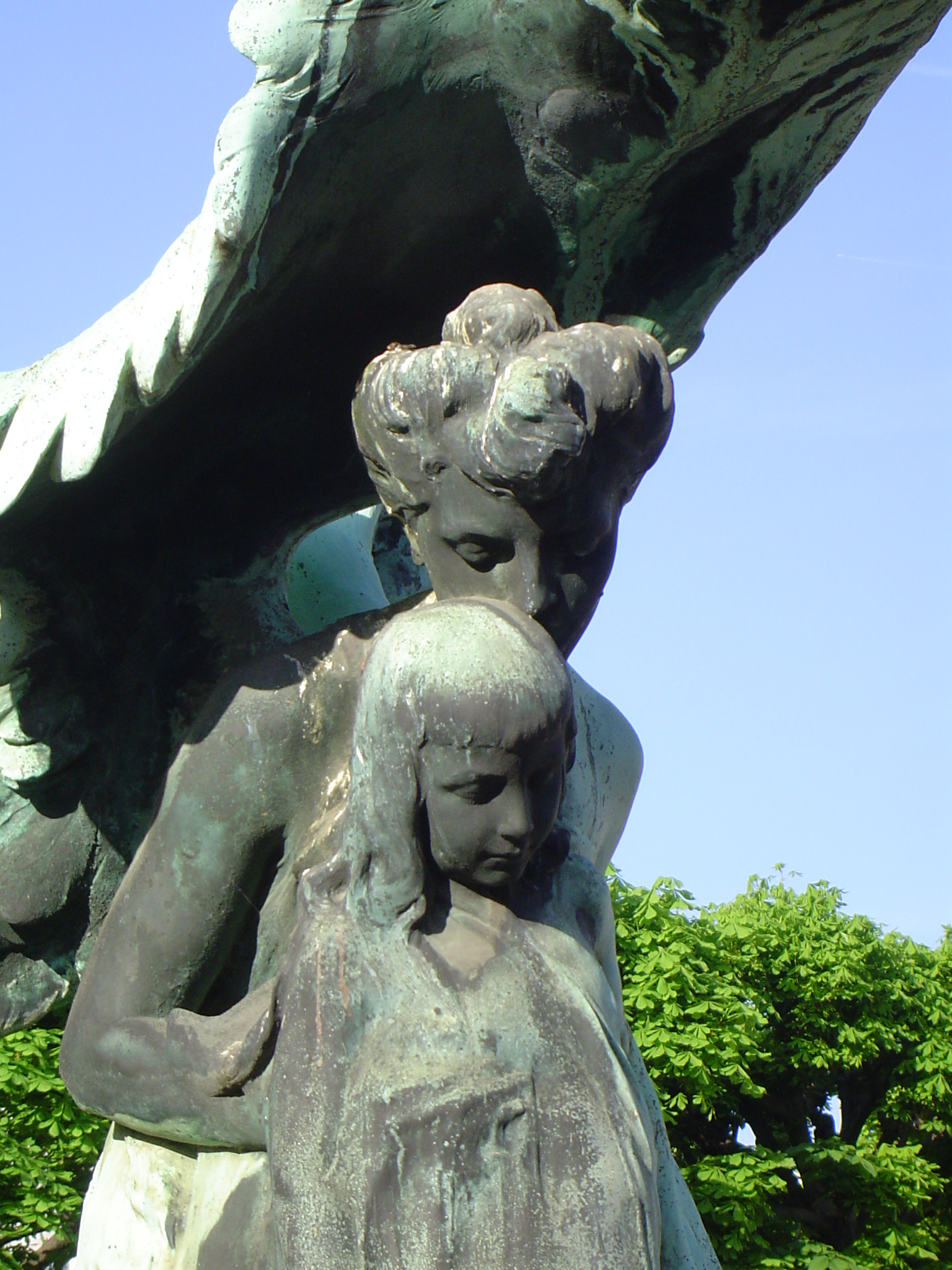
Detalle

La tumba se halla coronada por una estatua de grupo, fundida en bronce. Representa una mujer alada elevando a un niño muerto: René, hijo de Henri y Joséphine, falleció a la edad de 4 años.
La originalidad de este monumento se debe, en gran parte, a la nube que sale de la tumba en la que están los personajes. La tapa de roca conglomerada negra , está inclinada y se sustenta sobre el bronce de la nube, dando el efecto de hallarse suspendida, abriéndose.
Hay otros adornos en bronce, a los pies del cajón la nube conforma una jardinera y en los laterales unos pomos o refuerzos.
En este caso el marco de referencia estilística es el Modernismo.

## La tumba de Louis Madelin

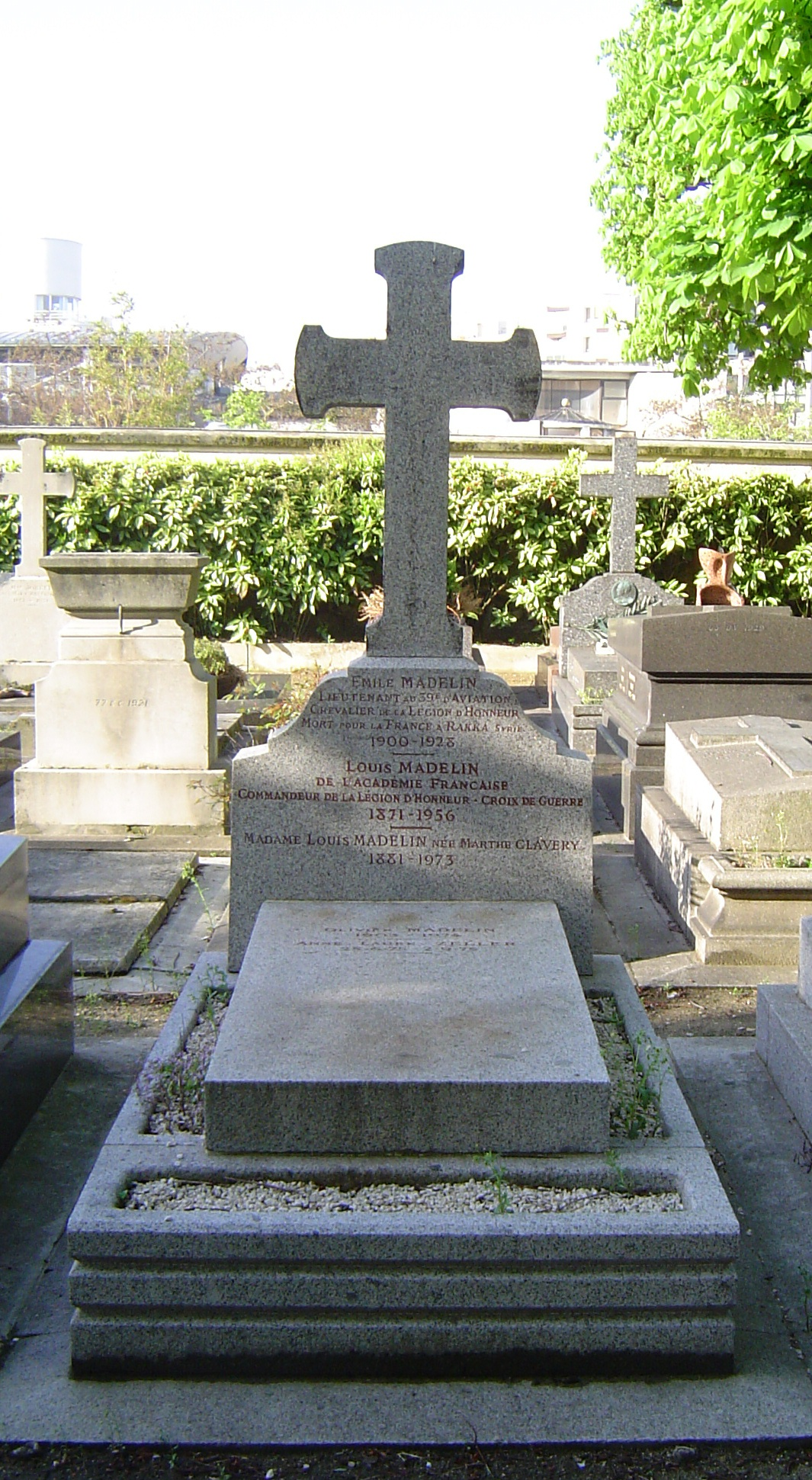
Tumba de Louis Madelin

Louis Madelin es un historiador y diputado francés nacido en Neufchâteau (Vosgos) el 8 de mayo de 1871, fallecido en París el 18 de agosto de 1956. Historiador, especializado en la revolución Francesa y en el Primer Imperio Francés; es originario de los Vosgos, donde fue diputado de 1924 a 1928 con la Federación Republicana, de espíritu conservador. Fue elegido miembro de la Academia francesa.

## Lista de personalidades
A continuación un breve listado de personalidades inhumadas en el cementerio:
- Georges Bourgeois (1864-1921), cantante, artista de la ópera cómica.

- Louis Coudouret (1896-1929), piloto de combate, que murió cuando su avión se estrelló en Charente (y no en la travesía del Atlántico, como se lee sistemáticamente). Su tumba está adornada con un medallón de bronce.

- Adolphe Défossé (1855-1922), diputado de Nord radical socialista de 1914 a 1919

- Francis Fauck (1911-1979), pintor de paisaje nacido en Lille, que dejó a muchos cuadros del Magreb.

- Edouard Martin (1847-1920), arquitecto

- Jean Monge (1916-1991), arquitecto, su tumba es de estilo moderno.

- Julien Pierre (1901-1926), músico

- Mario Rémondot (1867-1921), escultor

- Giorgio Ricci (1911-1996), arquitecto

- Henry Schmid (1872-1927), escultor

- Valmoral (Charles de Leeuw : 1883-1977).cantante de ópera